# Hauksbok
Hauksbok (AM 371 4to, AM 544 4to och AM 675 4to) är en av handskriftsamlingarna som bland annat innehåller en del av källorna till islänningasagorna.
AM 544 och AM 675 bevaras på den Arnamagnæanske Samling i Köpenhamn, medan AM 371 bevaras på Árni Magnússon-institutet för isländska studier i Reykjavik.
Huvudskrivaren är Haukr Erlendsson (?-1334) tillsammans med flera okända skrivare. Handskrifterna innehåller bland annat följande texter:

## AM 544 (Island och Norge)
- 3. Völuspá
- 9. Hemming Aslakssons saga
- 10. Hervarar saga (fornaldarsagor)
- 11. Fostbrödrasagan
- 13. Erik Rödes saga

## AM 371 (Island)
- 1. Landnamsboken
- 2. Kristningssagan